# Binjamin Awni’el
Binjamin Awni’el (hebr.: בנימין אבניאל,  ang.: Binyamin Avniel, ur. 1 listopada 1906 w Jerozolimie, zm. 18 czerwca 1993) – izraelski polityk, w latach 1951–1969 poseł do Knesetu z list Herutu i Gahalu.

## Życiorys
Urodził się 1 listopada 1906 w Jerozolimie. Uczył się w chederze, następnie w seminarium nauczycielskim w Jerozolimie, a następnie obronił pracę doktorską z nauk społecznych i ekonomicznych na Uniwersytecie Brukselskim. W latach trzydziestych XX wieku był autorem kilku publikacji naukowych.
W wyborach parlamentarnych w 1951 po raz pierwszy dostał się do izraelskiego parlamentu. Zasiadał w Knesetach II, III, IV, V i VI kadencji.
Zmarł 18 czerwca 1993.